# Ciążeń

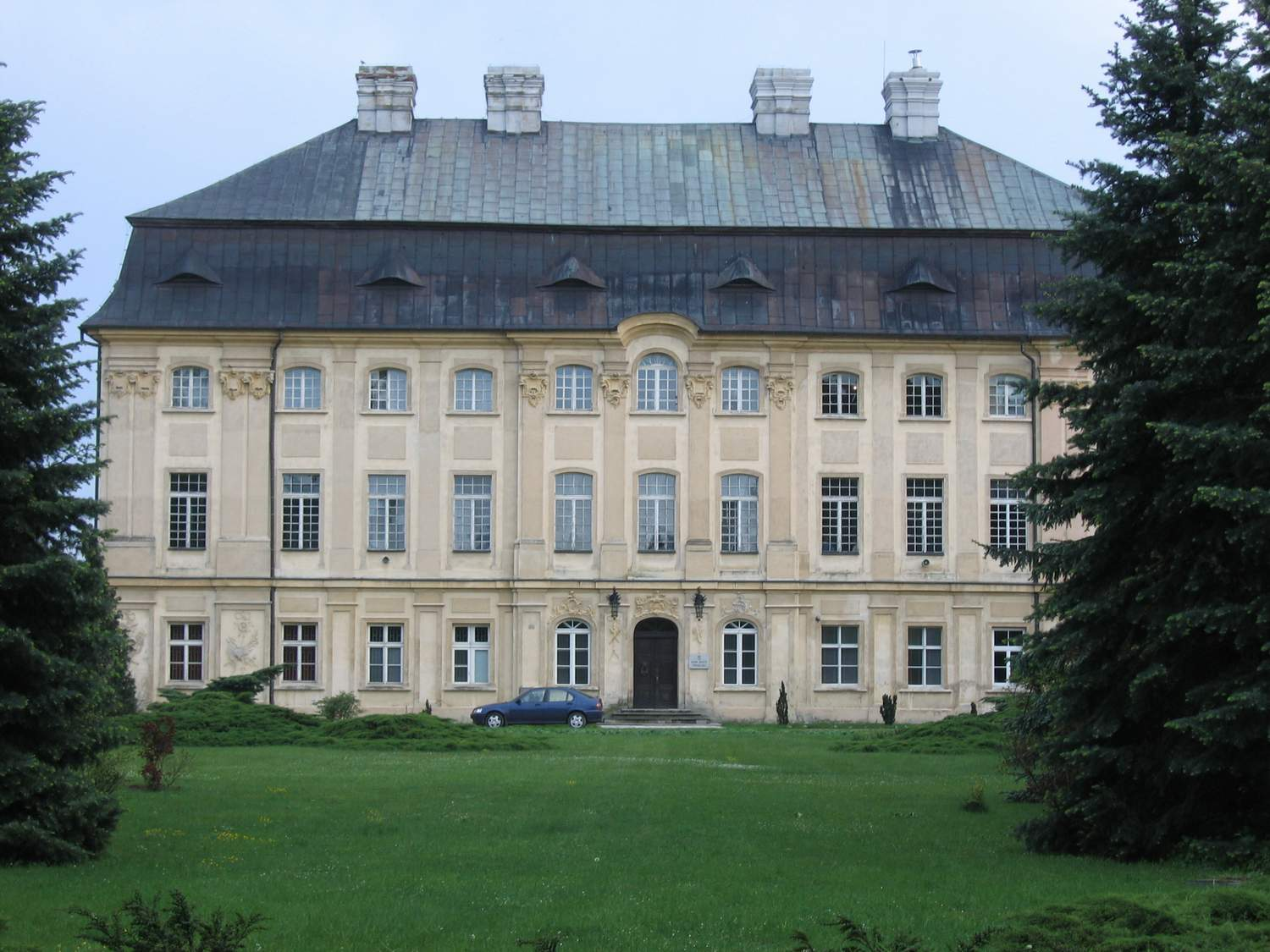
Paleis

Ciążeń is een dorp in de Poolse woiwodschap Groot-Polen. De plaats maakt deel uit van de gemeente Lądek en telt 1300 inwoners.